# Natural high (アルバム)
『natural high』（ナチュラル・ハイ）は、1979年4月21日にリリースされた、原田真二のオリジナル2枚目のアルバムである。

## 解説
- 「アメリカのエンジニアやミュージシャンとセッションすると自分の曲がどうなっていくのか？僕の中にも大きく膨れ上がった夢でした[1]。」
- 20歳で英語詞以外の全作詞・作曲・編曲&プロデュースをこなし、初の海外レコーディングでロサンゼルスの腕利きミュージシャンとセッションしたセカンド・アルバム。
- ロサンゼルスに約40日間滞在して製作された本作。セッションメンバーは、Carlos Vega（Drums）／Ritchie Zito（Guitar）／Bryan Garofalo（Bass）に、ホーンやストリングスのグループにも参加してもらい、フランクで楽しいセッションだったと記している[1]。レコーディングスタジオでのスナップ等、現地で撮影されたポラロイド写真がちりばめられた折込の歌詞カードが付いていて、レコーディングの様子等がうかがえる。
- アルバムジャケットは、街を見下ろす高台にピアノを積んだキャンピングカーを止め、車内で撮影された。
- B‐6「Natural Stream」をタイトルチューンにする案もあったが、目標や希望を持って生きる、HIGHになって生きることが大切で、自然な生き方の中でHIGHになって、HAPPYになれれば…という想いから、このタイトル（natural high）が付けられた[2][3]。
- そのアルバムラストを飾る「Natural Stream」のエンディングの川のせせらぎの効果音が、レコードの場合、最終溝まで収録されていて、オートリターン機能を解除すれば繰り返し聞けるという趣向になっていた。

### エピソード
- 最初に現地で手配してもらっていたGuit, Dram, Bassは、3日間リハをしたが話と違って酷く、全員キャンセル。人選に戸惑ったものの、なんとか素晴らしいミュージシャン達と出会い、このアルバムは完成された[1][2][3]。
- B‐5の「Something New」も、現地で再録音する予定であったが、時間がなくなり、「OUR SONG」のB面の音源が採用された。
- B‐4の「Helicopter Chase #2」は、朝の4時にレコーディングが終わり、ホテルまで戻るのにポルシェを借りてドライブに…フリーウェイを200キロ近くで快走していると、フリーウェイパトロールのヘリコプターにつけられて、やがて3機になり‥というエピソードが題材になってできた曲である[3][4]。

### Recorded at
- Warner Bros,Amigo Studio，（North Hollywood，California）／ Recording： January 24th to February 19th，1979／ ロス滞在： 1.17〜2.24までの約40日間。

## 収録曲

### SIDE 1
1. HELICOPTER CHASE I 〜LIGHT THROUGH THE DARKNESS （INST.）（3’20”）
  - 作曲・編曲： 原田真二
2. L.A.AIRPORT（4’17”） 
  - 作詞・作曲・編曲： 原田真二
3. ALL YOUR LIFE（5’22”） 
  - 作詞・作曲・編曲： 原田真二
4. LOVE TO THE WORLD（3’05”） 
  - 作詞・作曲・編曲： 原田真二
5. MUSIC BOX（3’56”）
  - 作詞・作曲・編曲： 原田真二
6. WAKE UP（5’24”） 
  - 作詞： Louis Higgins／作曲・編曲： 原田真二

### SIDE 2
1. RANDY BROWN（3’37”）
  - 作詞・作曲・編曲： 原田真二
2. SWEET BABY（4’45”）
  - 作詞・作曲・編曲： 原田真二

先行SingleのAlbum Ver.
3. RAINBOW COLOR（4’25”） 
  - 作詞・作曲・編曲： 原田真二
4. HELICOPTER CHASE II（4’18”）
  - 作詞・作曲・編曲： 原田真二
5. SOMETHING NEW（4’44”）
  - 作詞: Louis Higgins／作曲・編曲： 原田真二

「OUR SONG」のB面。
6. NATURAL STREAM（2’55”）
  - 作詞・作曲・編曲： 原田真二

## Musicians
- Shinji Harada： all vocals，all keyboards，guitar & percussion
- w:Richie Zito： guitar ／ Bryan Garofalo： bass ／ Carlos Vega： drums
- Pat Murphy： percussion ／ Tommy Morgan： chromatic harmonica ／ Hari Horrible： sitar & tabla ／ Jean Hugo，Concertmistress： strings
- Rally Klimas： picollo aito & tenor saxophon & flute ／ Ralf Rickert： trumpet & fluegelhorn ／ Sidney Muldrow： french horn ／ doug wintz： trombone & bass trombone

### side one
1. Helicopter Chase #1〜Light Through The Darkness （Inst.）　
  - CP-70・OBERHEIM 8VOICE・TUBULAR BELL―SHINJI HARADA／GUITAR―RITCHIE ZITO／BASS―BRYAN GAROFALO／DRUMS―CARLOS VEGA
  - （LIGHT THROUGH THE DARKNESS） CONDUCTED BY SHINJI HARADA
2. L.A.Airport　　　
  - PIANO―SHINJI HARADA／GUITAR―RITCHIE ZITO／BASS―BRYAN GAROFALO／DRUMS―CARLOS VEGA
3. All Your Life　　　 
  - PUMP ORGAN・PIANO―SHINJI HARADA／GUITAR―RITCHIE ZITO／BASS―BRYAN GAROFALO／DRUMS―CARLOS VEGA
4. Love To The World　　　 
  - PIANO・TIMPANI・MELOTRONE―SHINJI HARADA／STRINGS & HORN―SHOWN ABOVE
5. Music Box　　　
  - PIANO・CHERESTA HAMMER・SLIDE WHISTLE―SHINJI HARADA／A．GUITAR―RITCHIE ZITO／BASS―BRYAN GAROFALO／DRUMS―CARLOS VEGA
6. Wake Up　　　 
  - PIANO・GUITAR―SHINJI HARADA／GUITAR―RITCHIE ZITO／BASS―BRYAN GAROFALO／DRUMS―CARLOS VEGA／STRINGS―SHOWN ABOVE

### side two
1. Randy Browne　　　
  - PIANO・KICK DRUMS―SHINJI HARADA／GUITAR―RITCHIE ZITO／BASS―BRYAN GAROFALO／DRUMS―CARLOS VEGA
  - PERCUSSION―PAT MURPHY／STRINGS & HORN―SHOWN ABOVE
2. Sweet Baby　　　
  - PIANO・CLAVINETTE・OBERHEIM―SHINJI HARADA／GUITAR―RITCHIE ZITO／BASS―BRYAN GAROFALO／DRUMS―CARLOS VEGA／HORN―SHOWN ABOVE
3. Rainbow Color　　　 
  - A．GUITAR・12A．GUITAR・TABLA―SHINJI HARADA／A．GUITAR―RITCHIE ZITO／SITAR・TABLA―HARI HORRIBLE／GITARON―BRYAN GAROFALO
4. Helicopter Chase #2　　　
  - PIANO・MINI MOOG―SHINJI HARADA／GUITAR―RITCHIE ZITO／BASS―BRYAN GAROFALO／DRUMS―CARLOS VEGA／STRINGS & HORN―SHOWN ABOVE
5. Something New　　　
  - All KEYBOARDS・GUITAR―SHINJI HARADA／GUITAR―TOHRU AOYAMA／BASS―MASAO SEKI／DRUMS―TAKASHI FURUTA／PIANO―HIDETOSHI YAMADA
6. Natural Stream　　　
  - A．GUITAR―SHINJI HARADA／STRINGS―SHOWN ABOVE